# Misumalpa-Sprachen
Misumalpa ist eine Sprachfamilie in Amerika. Sie kommt hauptsächlich in Mittelamerika vor und umfasst vier Einzelsprachen. Ihr Verbreitungsgebiet erstreckt sich über El Salvador, Nicaragua und Honduras. Die sprecherreichste Sprache ist das überwiegend in Nicaragua gesprochene Miskito mit ca. 140.000 Sprechern.

Eine eventuelle Verwandtschaft mit den Chibcha-Sprachen ist nicht ausgeschlossen, aber bisher nicht bewiesen.

## Aufgliederung
- Miskito – ca. 200.000 Sprecher, hauptsächlich in der Región Autónoma de la Costa Caribe Norte Nicaraguas, aber auch einige in Honduras.
- Sumalpan
  - Sumo – ca. 7.000 Sprecher entlang des Huaspuc-Flusses und seinen Nebenarmen, zumeist in Nicaragua aber auch in Honduras. Viele ehemalige Sprecher benutzen heute Miskito. Es lassen sich folgende Varietäten unterscheiden:
    - Mayangna
      - Tawahka
      - Panamahka
      - Tuahka

    - Ulwa

  - Matagalpan:
    - Cacaopera – ausgestorben; früher gebräuchlich im Departamento Morazán in El Salvador
    - Matagalpa – ausgestorben; früher verbreitet im zentralen Hochland Nicaraguas und im Departamento El Paraíso in Honduras.

## Geschichte
Ab dem späten 16. Jahrhundert begann der Aufstieg des Miskito zur vorherrschenden Sprache an der Moskitoküste. Ursache war ein Bündnis, das die Miskito mit dem britischen Empire schlossen. Im nordöstlichen Nicaragua verdrängt es bis heute das Sumo. Hingegen verliert es im südöstlichen Nicaragua gegenüber dem auf dem englischen basierenden Kreolisch zunehmend an Bedeutung. Sumo ist in allen Gegenden, in denen es noch gesprochen wird, gefährdet. Allerdings wird angenommen, dass Sumo vor dem Aufstieg des Miskito die vorherrschende Sprache in der Region war. Die Matagalpan-Sprachen sind seit langem ausgestorben und nur unzureichend dokumentiert.
Alle Misumalpa-Sprachen haben dieselbe Phonologie mit Ausnahme der Phonotaktik. Die Konsonanten sind p, b, t, d, k, s, h, w, y sowie stimmhafte und nicht stimmhaftige Versionen von m, n, ng, l, und r; die Vokale sind lange und kurze Versionen von a, i, und u.